# Chip-Thermocycler
Ein Chip-Thermocycler ist ein Thermocycler mit miniaturisierten Reaktoren. Er wird wie andere Thermocycler vor allem für die Polymerase-Kettenreaktion benötigt, mit der DNA außerhalb lebender Zellen vervielfältigt werden kann.

## Prinzip
Im Gegensatz zu konventionellen Thermocyclern arbeiten Chip-Thermocycler mit sehr kleinen Probenvolumina, typischerweise im unteren Mikroliter- und im Nanoliterbereich. Durch die kleinen Abmessungen ergibt sich eine geringe thermische Trägheit, so dass schnelle Temperaturzyklen realisiert und damit die Prozesszeiten stark verkürzt werden können. Ebenso ergibt sich aus dem geringen Probenvolumen eine Material- und Kostenersparnis.

### Stationäre Chip-Thermocycler
Im einfachsten Fall besteht ein Chip-Thermocycler aus einer oder mehreren Kammern, in die die Reaktionsflüssigkeit eingebracht wird. Während der Temperaturzyklen wird das gesamte Bauelement periodisch geheizt und abgekühlt. Die Zyklusdauer wird unter anderem durch die erreichbaren Kühlraten bestimmt. Eine Beschleunigung der Kühlung kann aktiv erzielt werden, z. B. mit Hilfe von Peltier-Elementen. Daneben ist auch eine Optimierung der Abkühlzeiten durch die Wahl der Bauelementegeometrie und der Wandungsmaterialien erreichbar. Erste Chip-Thermocycler wurden auf Basis von einkristallinem Silizium hergestellt. Dabei konnten zum einen die gut entwickelten Technologien der Mikrosystemtechnik, zum anderen die guten thermischen Eigenschaften des Siliziums genutzt werden. Kostengünstiger zu fertigen sind Chip-Elemente auf Kunststoffbasis, die minimale Probenmengen für die Durchführung der PCR aufnehmen können.

### Chip-Thermocycler für kontinuierlichen Betrieb
Anstelle von Reaktionskammern, in denen die Flüssigkeit ruht, können auch im Chip-Format Durchflussreaktoren für das Thermocycling realisiert werden, sogenannte „Flow-Thermocycler“. Dazu ist es erforderlich, dass der Reaktorkanal periodisch durch die unterschiedlichen Temperaturzonen geführt wird. Wegen der großen Oberfläche-zu-Volumen-Verhältnisse ist die Materialwahl und die Passivierung der inneren Wandoberflächen besonders wichtig, um Störungen der Reaktionen, etwa durch eine Inaktivierung der DNA-Polymerase, bei der PCR zu vermeiden.